# هشام بن عمرو التغلبي
هشام بن عمرو التغلبي كان واليًا على ولاية السند العباسية. عينه الخليفة المنصور في عام 768.

## ولاية السند
عُيِّن في عهد الخليفة المنصور (136هـ إلى 158هـ). عند وصوله إلى السند، أعاد ضم جميع أراضي الإقليم التي تراجعت بسبب التمردات والاضطرابات خلال حكم سلفه. 
هاجم ملتان وضمها. ثم قام بفتح أجزاء من دولة سلالة كاركوتا ونقَّب عن الذهب. ثم غزا (غاندهارا) القريبة من بهروش وضمها إلى الخلافة. وبنى مسجدًا. كما أرسل جمال إلى باردا، حيث قام بفتح المنطقة. 